# Я — легенда (фільм)
«Я — легенда» (англ. I Am Legend, 2007) — американський постапокаліптичний художній фільм жахів режисера Френсіса Лоуренса. В головній ролі — Вілл Сміт (Will Smith). Це третя екранізація виданого в 1954 році однойменного роману Річарда Метісона, після «Остання людина на Землі» (The Last Man on Earth, 1964) і «Людина Омега» (The Omega Man, 1971). Вілл Сміт грає Роберта Невілла (Robert Neville), можливо, останню людину на Землі, що вижила після глобальної епідемії штучного вірусу. Він працює над створенням антивірусу, і пошуку джерела початку поширення зарази, в точці відліку в Нью-Йорку.

## Сюжет
Роберт Невіл — військовий медик, учений, що намагається стримати розповсюдження жахливого невиліковного вірусу, який виявився результатом людської діяльності. Завдяки імунітету Невіл залишився єдиною людиною в руїнах міста, яким колись був Нью-Йорк, та, можливо, і на всій планеті. Протягом трьох років Невіл методично відправляв радіоповідомлення у відчайдушній надії виявити когось із тих, хто вижив. Він самотній. Єдиний його друг — собака Саманта, яка потім була інфікована. Жертви вірусу — інфіковані мутанти, ховаються в тіні, спостерігаючи за кожним рухом Невіла в очікуванні його неминучої помилки. Невіл намагається підібрати антивірус на основі власної крові, що має стійкий імунітет. І при цьому він знає, що в меншості, і часу дедалі менше.

### Кінцівка
Звичайна кінцівка
У звичайній версії фільму під час сцени в лабораторії ватажок зграї зомбі намагається розбити скло, в цей час Невілл передає Ганні пробірку з сироваткою і ховає її з хлопчиком в схованці за дверима старого колодязя, кажучи: «Не виходьте до світанку», після чого дістає фотографію своїх дружини і дочки та із сумом розглядає її. Він дістає гранату, і коли ватажок зомбі останнім ударом розбиває скло, Невілл кидається йому назустріч і з криком підриває заражених разом з собою. Анна та Ітан добираються до колонії, доставляючи сироватку.
Альтернативна кінцівка (режисерська версія)
У режисерській версії фільму доктор показує Ганні пастку, в яку потрапив. Також він відвозить Анну з її сином в будівлю, куди він ходив ловити риб. До нього приходить ідея застосувати холод для використання сироватки. Рятуючись в лабораторії, Невілл виявляє, що заражена полонянка позитивно реагує на нову сироватку. Заражені кидаються на його лабораторію, а він кричить їм, що знайшов ліки і тому може та хоче їх вилікувати. Однак, доктор бачить метелика на склі, яку намалював заражений і, так як до цього він бачив татуювання на плечі зараженої, до нього доходить сенс переслідування його зараженими. Невілл відкриває двері і віддає ватажку полонену, яка, судячи з усього, була «жінкою» ватажка зграї. «Зомбі» не чіпають їх, і пізніше Невілл, Анна та Ітан залишають на машині заражене місто.

## У ролях
| Актор                              | Роль                                                  |
| ---------------------------------- | ----------------------------------------------------- |
| Вілл Сміт (Will Smith)             | д-р Роберт Невілл (Robert Neville)                    |
| Алісе Брага (Alice Braga)          | Анна Монтес (Anna)                                    |
| Чарлі Тахан (Charlie Tahan)        | Ітан (Ethan)                                          |
| Емма Томпсон (Emma Thompson)       | д-р Еліс Кріппін (Dr. Alice Krippin)                  |
| Деш Майхок (Dash Mihok)            | «альфа-самець» (Alpha Male)                           |
| Джоанна Нумата (Joanna Numata)     | «альфа-самиця» (Alpha Female)                         |
| Саллі Річардсон (Salli Richardson) | Зої Невілл (Zoe Neville)                              |
| Віллоу Сміт (Willow Smith)         | Марлі Невілл (Marley Neville)                         |
| Деррел Фостер (Darrell Foster)     | Майк, військовий супровідник (Mike - Military Escort) |

## Нагороди
Фільм було номіновано на нагороду MTV Movie Awards (номінація — Найкращий фільм).

## Збори
За даними BoxofficeMojo за прем'єрний вікенд фільм зібрав $77,211,321 в 3,606 кінотеатрах. Загалом фільм зібрав $256,393,010 в прокаті в Північній Америці та $585,410,052 загалом у світі. Фільм займає сьоме місце в переліку фільмів, що зібрали найбільше в 2007 році.

## Відгуки
Фільм отримав позитивні відгуки кінокритиків і глядачів.
- На сайті Rotten Tomatoes рейтинг складає 68%[5].
- На сайті IMDb рейтинг фільму 7,2 на основі 699,789 оцінок[6].
- На Metacritic – 65 балів зі 100 на основі 37 рецензій[7].